# Michel Plasse
Michel Pierre Plasse (Montréal, 1º giugno 1948 – l'Île-Dupas, 30 dicembre 2006) è stato un hockeista su ghiaccio canadese.
Fu il primo portiere ad essere scelto come prima scelta assoluta al Draft NHL e nel corso della carriera militò nella National Hockey League.

## Carriera
Da giovane Plasse disputò tre stagioni con i Drummondville Rangers nella QJHL, arrivando a disputare nel 1968 la Memorial Cup. Quello stesso anno fu scelto dai Montreal Canadiens in prima posizione assoluta in occasione dell'NHL Amateur Draft.
Nelle prime stagioni da professionista Plasse militò soprattutto nelle leghe minori presso alcune formazioni affiliate alla franchigia di Montreal, fra cui i Cleveland Barons in American Hockey League e i Jacksonville Rockets nella Eastern Hockey League. Esordì in NHL nel 1970 con la maglia dei St. Louis Blues, in prestito sempre da Montreal. Il 21 febbraio 1971 diventò il primo portiere professionista dell'epoca moderna capace di segnare una rete con i Kansas City Blues, farm team di St. Louis in Central Hockey League.
Dopo aver vinto la Calder Cup nel 1972 Plasse poté finalmente vestire la maglia dei Canadiens come secondo portiere alle spalle di Ken Dryden, conquistando al termine della stagione 1972-1973 anche la Stanley Cup.
Durante l'NHL Expansion Draft 1974 Plasse si trasferì ai Kansas City Scouts, squadra con cui rimase per un anno prima di passare ai Pittsburgh Penguins. Durante la permanenza a Pittsburgh fu impiegato per la prima volta come portiere titolare e giocò anche in AHL con gli Hershey Bears.
Nel 1976 fu ceduto dai Penguins ai Colorado Rockies, franchigia con cui rimase fino al 1980. Durante le quattro stagioni giocò anche per diverse formazioni affiliate nelle leghe minori in American Hockey League e Central Hockey League. Divenuto free agent concluse la propria carriera nel 1982 dopo aver giocato per due stagioni con i Quebec Nordiques.
Nel dicembre del 2006 morì a causa di un arresto cardiaco a soli 58 anni di età.

## Palmarès

### Club
- Stanley Cup: 1

Montreal: 1972-1973
- Calder Cup: 1

Nova Scotia: 1971-1972

### Individuale
- QJHL Second All-Star Team: 2

1967-1968